# 有江幹男
有江 幹男（ありえ みきお、1920年7月30日 - 2009年11月21日）は、日本の工学者。北海道大学・北海道工業大学名誉教授、北海道大学・北海道工業大学元学長。従三位勲一等瑞宝章。北海道夕張町（現・夕張市）出身。専門分野は機械工学、流体力学。
1972年の札幌冬季五輪にあたっては、人工的に風を起こして影響を調べる再現実験を行い、ジャンプ競技場の改修指針を出した。

## 略歴
- 1920年（大正9年）7月 北海道夕張町（現夕張市）生まれ
- 1945年（昭和20年）9月 北海道帝国大学工学部機械工学科卒業
- 1959年（昭和34年）12月  九州大学工学博士
- 1960年（昭和35年）2月 北海道大学工学部機械工学科応用力学第三講座および流体工学第一講座の教授を務める（1981年（昭和56年）まで）
- 1977年（昭和52年）4月 北海道大学工学部長（2期4年間）
- 1981年（昭和56年）5月 北海道大学第12代学長に就任（2期6年間）
- 1987年（昭和62年）6月 財団法人北海道青少年科学文化財団理事長に就任
- 1988年（昭和63年）4月 大学入試センター所長（第4代）に就任
- 1993年（平成5年）4月 北海道工業大学第6代学長に就任
- 1995年（平成7年）11月 勲一等瑞宝章受章[1]
- 1997年（平成9年）5月 学校法人北海道尚志学園理事長に就任
- 2009年（平成21年）5月 学校法人北海道尚志学園名誉理事長に就任
- 2009年（平成21年）11月 従三位